# Luminol
El luminol (5-amino-2,3-dihidroftalazina-1,4-diona) es un compuesto químico que exhibe quimioluminiscencia, emitiendo luz azul al ser mezclado con el agente oxidante adecuado. Es un sólido cristalino cuyo color varía desde el blanco al amarillo. Es soluble en la mayoría de disolventes polares, como el dimetilsulfóxido, pero insoluble en agua.
Los investigadores forenses usan luminol para detectar trazas de sangre en las escenas del crimen, pues el luminol reacciona con el hierro presente en la hemoglobina. Los biólogos lo usan en ensayos celulares para detectar cobre, hierro y cianuros, además de proteínas específicas mediante la técnica denominada Western blot.
Cuando el luminol es rociado de manera uniforme en una superficie, cantidades muy pequeñas de un agente oxidante pueden activarlo y hacer que emita una luz azul, visible en un lugar oscuro. El brillo dura unos 30 segundos, es posible documentar el efecto con una fotografía de larga exposición. Los investigadores deben aplicarlo uniformemente para evitar resultados engañosos, pues las trazas de sangre parecen más concentradas en las zonas donde se aplica más luminol. La intensidad del brillo no indica la cantidad de sangre u otro agente activante presente, sino la distribución de las trazas en esa zona.

## Síntesis
El luminol es accesible en dos etapas a partir del ácido 3-nitroftálico e hidracina. Primero, ambos compuestos se calientan junto a un disolvente con un alto punto de ebullición, como el trietilenglicol. Se da una reacción de sustitución acílica, que produce una condensación intramolecular, perdiéndose una molécula de agua. La reducción del grupo nitro a grupo amino se consigue con hidrosulfito sódico (Na2S2O4), produciéndose luminol en esta etapa:

## Quimioluminiscencia
Para emitir luz, el luminol debe ser activado con un agente oxidante. Normalmente se utiliza una disolución de peróxido de hidrógeno e iones hidróxido en agua. En presencia de un catalizador (como cationes de hierro o un peryodato), el peróxido de hidrógeno se descompone para formar oxígeno y agua en una reacción de dismutación.
La reacción de descomposición del peróxido de hidrógeno (lenta): 2 H2O2 → O2 + 2 H2O
La reacción de descomposición con un peryodato presente (rápida): H2O2 + KIO4 → KIO3 + O2 + H2O
En laboratorios es común usar ferricianuro de potasio o peryodato potásico como catalizador. En la detección forense de sangre, el catalizador es el propio hierro presente en la hemoglobina. Se pueden detectar concentraciones de aproximadamente 1 µL de sangre en 1 L de disolución. Ciertas enzimas pueden catalizar también la descomposición del peróxido de hidrógeno.
El luminol reacciona con el ion hidróxido, formándose un dianión. Éste reacciona, a su vez con el oxígeno producido por la descomposición del peróxido. El producto de ésta reacción (un peróxido orgánico inestable) se forma al perderse una molécula de nitrógeno. Los electrones en estado excitado emiten un fotón de luz visible:
Además, las disoluciones de luminol son térmodinámicamente inestables, degradándose a las 8-12 horas de haberse producido. La exposición a la luz acelera este proceso.

## Uso en escenas del crimen

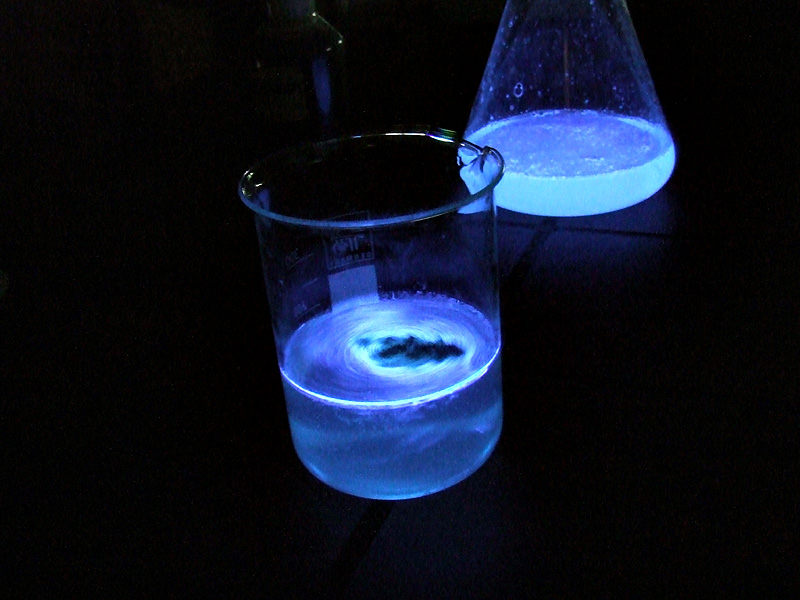
Luminol reaccionando con hemoglobina

En 1928, el químico alemán H. O. Albrecht descubrió que la sangre, entre otras sustancias, mejoraba la luminiscencia del luminol en una disolución de peróxido de hidrógeno. En 1936, Karl Gleu y Karl Pfanstiel confirmaron que esta mejora se debía a la presencia del grupo hemo, un componente de la sangre. En 1937, el científico forense alemán Walter Specht llevó a cabo estudios extensivos sobre la aplicación del luminol a la detección de sangre en escenas donde se había cometido un crimen. En 1939, los patólogos de San Francisco Frederick Proescher y A. M. Moody hicieron tres observaciones importantes sobre esta sustancia:
- Aunque el resultado se basa en la presunción de que se trata de sangre, grandes superficies de material sospechoso pueden examinarse rápidamente.
- La sangre seca y degradada reacciona de forma más intensa y duradera que la sangre fresca.
- Si la luminiscencia desaparece, puede volver a reproducirse añadiendo una nueva disolución de luminol-peróxido de hidrógeno. Cada mancha de sangre seca puede hacerse brillar varias veces.

Sin embargo, existen una serie de inconvenientes que pueden limitar su utilidad en una investigación:
- La quimioluminiscencia del luminol puede desencadenarse también por la presencia de sustancias tales como el cobre o compuestos que lo contengan, además de ciertos productos blanqueantes. Como resultado, si alguien limpia a fondo la escena de un crimen con un producto blanqueante, los residuos pueden hacer que toda la estancia emita un brillo uniforme, ocultando los posibles restos de sangre.
- Los productos alimenticios derivados del rábano, mediante la enzima peroxidasa de rábano, cataliza la oxidación del luminol, emitiendo luz a 428 nm (azul en el espectro visible), que puede resultar en un falso positivo.
- El luminol puede detectar pequeñas cantidades de sangre presentes en la orina. Si hay orina de animal en la superficie tratada, el resultado puede verse distorsionado.
- También reacciona con la materia fecal, causando el mismo brillo que si se tratase de sangre.
- La presencia de luminol puede dificultar la realización de otras pruebas. Sin embargo, se ha demostrado que puede extraerse ADN de muestras tratadas con luminol.
- Partículas de humo residuales (por ejemplo, en habitaciones donde se fuma habitualmente) pueden causar un falso positivo.